# Bartonella
Bartonella este un gen de bacterii Gram-negative din familia Bartonellaceae. Speciile sunt paraziți facultativi intracelulari, pot infecta persoanele sănătoase, și sunt considerate deosebit de importante ca agenți patogeni oportunisti.  Speciile de Bartonella sunt transmise de vectori precum puricii, muștele de nisip și țânțarii. Cel puțin opt specii sau subspecii de Bartonella au fost identificate ca inducând infecții la om. Bartonella henselae este organismul responsabil de boala zgârieturii pisicii.